# Шмерліц
Шмерліц (нім. Schmerlitz) або Смерджаца (в.-луж. Smjerdźacaⓘ) — село в Німеччині. Входить до складу комуни Ральбіц-Розенталь району Бауцен у землі Саксонія. Підпорядковується адміністративному округу Дрезден. Майже все населення села — лужицькі серби.